# جهنم نیت‌های خوب
جهنم نیت‌های خوب: نخبگان سیاست خارجی ایالات متحده و افول برتری آمریکا (به انگلیسی: The Hell of Good Intentions: America's Foreign Policy Elite and the Decline of U.S. Primacy) کتابی از استیون والت نظریه‌پرداز و استاد روابط بین‌الملل در دانشگاه هاروارد است که بر سیاست خارجی ایالات متحده آمریکا تمرکز دارد. به گفته والت این کتاب نقد گسترده‌ای بر سیاست خارجی ایالات متحده از زمان پایان جنگ سرد است، و تمرکز اصلی آن بر آسیب‌شناسی ساختارهای سیاست خارجه آمریکا و تعهد اشتباه آن به استراتژی ناکارآمد هژمونی لیبرال خواهد بود.
والت در این کتاب به بررسی کاستی‌ها و نقاط ضعف سیاست خارجی ایالات متحده پرداخته و دلایل گرفتارشدن این کشور در جنگ‌های عراق و افغانستان را توضیح می‌هد. به گفته مرکز علوم و امور بین‌الملل بلفر، والت واقعیت سیاست خارجی کاخ سفید را فاش می‌کند و معتقد است که روسای جمهور پیشین آمریکا مانند کلینتون، بوش و اوباما از پاسخگویی برای شکست‌های مکرر در سیاست‌های خارجیشان خودداری کرده‌اند. او همچنین استدلال می‌کند که چنین اشتباهاتی در سیاست خارجی در انتخاب دونالد ترامپ به عنوان رئیس‌جمهور آمریکا نقش داشته‌است. در این کتاب، والت موضع خود را دربارهٔ سیاست خارجی آمریکا ارائه می‌دهد و به سیاستمداران آمریکایی پیشنهاد می‌کند که رویکرد خود را نسبت به سیاست خارجی تغییر دهند.

## محتوا
در این کتاب، استیون والت سیاست خارجی ایالات متحده و نتایج آن را طی ربع قرن گذشته بررسی کرده‌است. لوید گرین، در وبسایت گاردین، می‌نویسد که والت مقصر شرایط کنونی افول برتری آمریکا در سیاست خارجی این کشور می‌داند و از استراتژی «موازنه از راه دور» دفاع می‌کند که براساس آن، ایالات متحده اجازه می‌دهد تا بازیگران منطقه ای خودشان به درگیری‌هایشان بپردازند. این استراتژی سیاست خارجی شبیه به سیاست رئیس‌جمهور اسبق ریچارد نیکسون است. نویسنده می‌گوید که ایالات متحده میلیاردها دلار در خارج از کشور برای مبارزه با تروریست‌ها، در تلاش برای گسترش دموکراسی یا تأمین امنیت سایر کشورها، هزینه کرده‌است. او همچنین معتقد است که این استراتژی‌ها در رسیدن به هدف خود ناکام بوده و شکست خورده‌اند.
نگارنده همچنین تحلیلی از سیاستهای خارجی مورد استفاده دولت کلینتون، بوش و اوباما ارائه می‌دهد. وی استدلال می‌کند که این استراتژی‌های سیاست خارجی شکست خورده بوده و روسای جمهور از پاسخگویی دربارهٔ آن خودداری کرده‌اند. والت استدلال می‌کند که شکست‌های رئیس جمهورهای پیشین تلاش دونالد ترامپ برای تصاحب منصب ریاست جمهوری آمریکا را تسهیل کرد. این نویسنده استدلال می‌کند که سیاست‌های خارجی ایالات متحده در کشورهای دیگر به مرور زمان، از سیاست استفاده از نیروی نظامی به سمت سیاست گسترش دموکراسی و سیاست حفظ توازن قوی تغییر کرده‌است.
وی در کتابش می‌گوید که شکست‌های آمریکا در خاورمیانه از قبل مشخص بود و تلاش برای ترویج دمکراسی از طریق تغییر رژیم و نیروی نظامی شکست پرهزینه ای بوده‌است. همان گونه که در لیبی، یمن، عراق، سوریه و جاهای دیگر شاهد بوده‌ایم. او علت شکست آمریکا را تکیه «به روابط ویژه با برخی از کشورهای خاورمیانه به ویژه مصر، اسرائیل و عربستان» می‌داند که بدون در نظر گرفتن اقداماتشان از آن‌ها حمایت کرد و از داشتن یک رابطهٔ تجاری عادی با کشورهایی مانند ایران امتناع ورزید. از نظر نویسنده این سیاست باعث کاهش نفوذ آمریکا گردید و دستیابی به اهداف گسترده‌تر در این منطقه را دشوارتر ساخت.
نویسنده تعدادی از استراتژی‌های مختلف بالقوه سیاست خارجی را تشریح می‌کند. او برخی از این سیاستها را مورد بررسی قرار می‌دهد، از جمله: موازنه از راه دور، که از ایالات متحده می‌خواهد تا قابلیت‌های خارجی خود را در اروپا، خلیج فارس و شمال شرقی آسیا متمرکز کند، که این امر با استفاده از قدرت‌های منطقه ای مورد علاقه برای بررسی ظهور قدرت‌های خصمانه بالقوه صورت می‌گیرد؛ والت معتقد است که آمریکا دست از اروپا خواهد کشید تا روی آسیا و رقابت با چین تمرکز کند. البته آمریکا همچنان به روابط دیپلماتیک و اقتصادی با اروپا ادامه خواهد داد. استراتژی دیگری که والت به آن اشاره می‌کند، عقیده نیکسون است مبنی بر اینکه هر بحرانی نیاز به حضور نیروهای آمریکایی، قدرت نظامی و جنگ‌افروزی ندارد و مداخله آمریکا می‌تواند موجب نارضایتی و واکنش در جامعه آمریکا شود. والت به خوانندگان خود حماقت جاه طلبی‌های بزرگ را اعلام می‌کند و می‌گوید «انجام کاری» می‌تواند بسیار گرانتر از تماشا و انتظار باشد. سرانجام، والت استراتژی سیاست خارجی خود را پیشنهاد می‌کند. او از استراتژی موازنه از راه دور، بازگشت به دیپلماسی و اولویت دادن به صلح دفاع می‌کند.